# Dark Horse Records
Dark Horse Records es un sello discográfico creado por George Harrison en 1974 y controlado por el artista hasta su muerte.

## Historia
George Harrison grabó para el sello Apple Records y EMI hasta el año 1976, fecha en la que el contrato expiró. A partir de entonces, los álbumes grabados por el músico, desde Thirty Three & 1/3 hasta Brainwashed, fueron editados bajo el sello Dark Horse Records. En el año 2004, todo el catálogo publicado por el músico en Dark Horse fue remasterizado y reeditado tanto por separado como junto al box set The Dark Horse Years 1976-1992.
La creación del sello discográfico tuvo lugar en mayo de 1974, mientras su contrato con Apple Records aún estaba vigente. Al mismo tiempo, entró en negociaciones con el presidente de A&M Records Jerry Moss para la distribución del material publicado por la nueva casa discográfica, alcanzando un acuerdo el 15 de mayo de 1974 por un total de cinco años.
En agosto de 1974, Harrison abrió las primeras oficinas del sello en Los Ángeles. En ellas, George conocería a la que sería su futura mujer, Olivia Trinidad Arias, con quien contraería matrimonio en 1978.
El 5 de septiembre de 1974 ven la luz los dos primeros discos editados por el sello: The Place I Love del grupo Splinter y Ravi Shankar Family and Friends de Ravi Shankar.

## Distribución
Los discos y sencillos publicados por el sello Dark Horse han sido distribuidos por las siguientes empresas a lo largo de su historia:
- A&M Records (1974-1976)
- Warner Records (1976-1992)
- Parlophone (2002-2013)
- Universal Music Group (2013-2020)
- BMG Rights Management (2020- )

## Artistas del sello Dark Horse
Si bien Dark Horse Records había sido creado en un primer momento para amparar el trabajo de su fundador, George Harrison, el sello también publicó álbumes y sencillos de otros artistas entre 1974 y 1976:
- Ravi Shankar
- Attitudes, banda de Jim Keltner
- Splinter
- The Stairsteps
- Keni Burke
- Henry McCullough, guitarrista de Joe Cocker y de Wings.
- Jiva
- Billy Idol

## Logotipo
La inspiración para el logotipo de Dark Horse procede de una caja de latón que Harrison vio en uno de sus viajes a la India. El mismo incluye un caballo de siete cabezas llamado Uchchaisravas, figura común en el arte y mitología hindú. 